# Diseases of the Colon & Rectum
Diseases of the Colon & Rectum es una revista médica mensual revisada por pares que cubre la cirugía colorrectal. Fue establecido en 1958 y es publicado por Lippincott Williams and Wilkins en nombre de la Sociedad Estadounidense de Cirujanos de Colon y Recto , de la cual es el diario oficial. La editora en jefe es Susan Galandiuk (Universidad de Louisville ). Según Journal Citation Reports , la revista tenía un factor de impacto de 3.519 en 2016.

## Métricas de revista
2022
- Web of Science Group : 4.585
- Índice h de Google Scholar:168
- Scopus: 2.414